# Bảo Khang
Bảo Khang (chữ Hán giản thể:保康县) là một huyện thuộc địa cấp thị Tương Dương, tỉnh Hồ Bắc, Cộng hòa Nhân dân Trung Hoa. Huyện này có diện tích 3225 ki-lô-mét vuông dân số năm 1999 là 301.631 người. Mã số bưu chính là 441600. Về mặt hành chính, huyện này được chia thành 10 trấn: Thành Quan, Hoàng Bảo, Hậu Bình, Mã Kiều, Hiết Mã, Mã Lương, Long Bình, Điếm Hoàn, Tự Bình, Quá Độ Loan và 1 hương Lưỡng Dục.